# Super Robot Wars D
Super Robot Wars D (スーパーロボット大戦D?, Sūpā Robotto Taisen D) anche conosciuto come Super Robot Wars Destiny è un videogioco pubblicato per Nintendo Game Boy Advance nel 2003, come parte della serie creata dalla Banpresto Super Robot Wars. È il quarto titolo della serie sviluppato per Game Boy Advance dopo Super Robot Wars A, Super Robot Wars R e Super Robot Wars: Original Generation.

## Trama
Super Robot Wars Destiny si svolge in un mondo post-apocalittico, immediatamente dopo l'inizio dell'evento denominato "Getter Robot Armageddon", quando un'esplosione nucleare spazzò via la maggior parte dell'umanità. Mentre le altre fazioni stanno continuando a portare avanti le proprie attività, viene diffusa la scioccante notizia che la Terra è scomparsa dall'universo. Il gruppo del protagonista, controllato dal giocatore deve scoprire cosa è successo alla Terra, e nel corso del suo viaggio, dovrà affrontare il bellicoso popolo Ruina, una razza aliena che vuole ridurre l'universo in rovina.
Il giocatore può scegliere se utilizzare come personaggio o Joshua Radcliff o Cliana Rimskaya. A seconda della propria scelta, l'altro personaggio comunque lo affiancherà nel corso del gioco insieme a Clifford Gygax. Inoltre esistono due personaggi segreti che aiuteranno il giocatore in alcune occasioni: Glacies e Ventos, quest'ultimo però comparirà soltanto se si utilizza il videogioco con il personaggio di Cliana. Inoltre il giocatore avrà la possibilità di scegliere il proprio mecha fra Aile Chavelier (migliorabile in Geant Chavelier), considerato il robot ufficiale di Joshua e Blanche Neige (migliorabile in Lea Blanche Neige), considerato il robot ufficiale di Cliana.

## Serie presenti nel gioco
- Serie originali create dalla Banpresto
- The Big O (debutto)
- Future Robo Daltanius (debutto)
- Getter Robot - The Last Day (debutto)
- Six God Combination Godmars
- Macross 7 (debutto)
- Megazone 23 (debutto)[1]
- Serie Mobile Suit Gundam
  - Mobile Suit Zeta Gundam
  - Mobile Suit Gundam ZZ
  - Mobile Suit Gundam: Char's Counterattack
  - Mobile Suit Victory Gundam
  - New Mobile Report Gundam Wing
- Serie Mazinga
  - Mazinga Z
  - Great Mazinga
  - UFO Robo Grendizer